# Cuiserey
Cuiserey és un municipi francès, situat al departament de la Costa d'Or i a la regió de Borgonya - Franc Comtat. L'any 2007 tenia 144 habitants.

## Demografia

### Població
El 2007 la població de fet de Cuiserey era de 144 persones. Hi havia 60 famílies, de les quals 13 eren unipersonals (9 homes vivint sols i 4 dones vivint soles), 21 parelles sense fills i 26 parelles amb fills.
La població ha evolucionat segons el següent gràfic:
Habitants censats

### Habitatges
El 2007 hi havia 63 habitatges, 58 eren l'habitatge principal de la família, 1 era una segona residència i 4 estaven desocupats. 60 eren cases i 2 eren apartaments. Dels 58 habitatges principals, 53 estaven ocupats pels seus propietaris i 5 estaven llogats i ocupats pels llogaters; 3 tenien dues cambres, 6 en tenien tres, 21 en tenien quatre i 27 en tenien cinc o més. 45 habitatges disposaven pel capbaix d'una plaça de pàrquing. A 20 habitatges hi havia un automòbil i a 34 n'hi havia dos o més.

### Piràmide de població
La piràmide de població per edats i sexe el 2009 era:
| Homes | Edats   | Dones |
| ----- | ------- | ----- |
| 4     | 95 o +  | 0     |
| 0     | 90 a 94 | 0     |
| 4     | 85 a 89 | 0     |
| 0     | 80 a 84 | 0     |
| 8     | 75 a 79 | 0     |
| 0     | 70 a 74 | 4     |
| 0     | 65 a 69 | 0     |
| 0     | 60 a 64 | 0     |
| 4     | 55 a 59 | 0     |
| 8     | 50 a 54 | 4     |
| 4     | 45 a 49 | 8     |
| 4     | 40 a 44 | 0     |
| 0     | 35 a 39 | 0     |
| 0     | 30 a 34 | 8     |
| 8     | 25 a 29 | 0     |
| 4     | 20 a 24 | 4     |
| 4     | 15 a 19 | 0     |
| 0     | 10 a 14 | 4     |
| 0     | 5 a 9   | 0     |
| 0     | 0 a 4   | 16    |

## Economia
El 2007 la població en edat de treballar era de 94 persones, 74 eren actives i 20 eren inactives. De les 74 persones actives 72 estaven ocupades (39 homes i 33 dones) i 2 estaven aturades (2 dones i 2 dones). De les 20 persones inactives 10 estaven jubilades, 2 estaven estudiant i 8 estaven classificades com a «altres inactius».

### Ingressos
El 2009 a Cuiserey hi havia 57 unitats fiscals que integraven 153 persones, la mediana anual d'ingressos fiscals per persona era de 17.237 €.

### Activitats econòmiques
L'únic servei als particulars que hi havia el 2009 era un paleta.

## Poblacions més properes
El següent diagrama mostra les poblacions més properes.